# أكواثلون

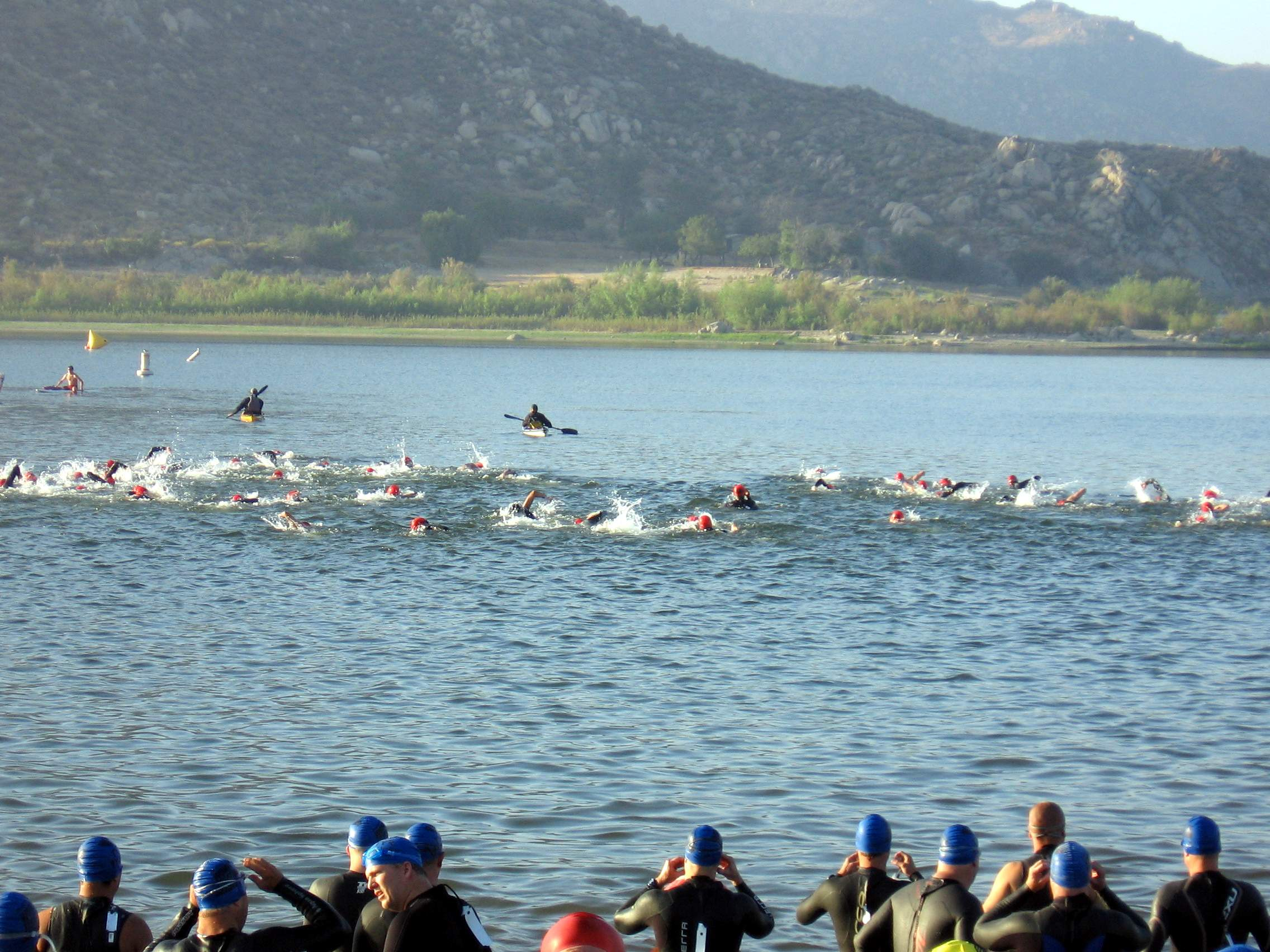
السباحة: أحد مراحل سباق الأكواثلون

أكواثلون سباق ثلاثي، وهو أشبه بالترياثلون، يبدأ بالجري، ثم بالسباحة، وينتهي بالجري مرة أخرى. معترف به رسميًا من قبل الإتحاد الدولي للترياثلون (International Triathlon Union).
بدأت أول ممارسات لرياضة أكواثلون منذ أوائل القرن العشرين، كتدريب لحراس الشواطئ في الولايات المتحدة الأمريكية، وفي عام 1965 قامت الجمعية الوطنية الأمريكية للإنقاذ البحري (The National Surf Lifesaving Association of America) بتنظيم أول سباق أكواثلون. شملت هذا سباق الجري لمسافة 400 متر، ثم السباحة لمسافة 200 متر، وأخيرا الجري لمسافة 400 متر دون انقطاع بين مرحلة وأخرى. تكتسب رياضة الأكواثلون شعبية بين الرياضيين.
يقوم الاتحاد الدولي لترياثلون (International Triathlon Union) بتنظيم بطولات دولية عالمية منذ عام 1998، المسافة المعتمدة هي (جري 2,5 كم + سباحة 1 كم + جري 2,5 كم).